# Dicranella jamesonii
Dicranella jamesonii là một loài rêu trong họ Dicranaceae. Loài này được Mitt. Broth. mô tả khoa học đầu tiên năm 1901.